# Calendario del Viento
Calendario del Viento (en japonés: 風の暦) es el 39.º sencillo de Shinji Tanimura, lanzado el 13 de septiembre de 2006.

## Descripción general
Una nueva canción después de 6 años desde su anterior trabajo Harvest. Es el primer sencillo tras su traslado a la empresa de software musical Avex.

## Producción
Esta obra está compuesta únicamente por canciones que fueron utilizadas como parte de una colaboración con la antigua Corporación Nacional de Ferrocarriles de Japón y la Empresa Ferroviaria del Oeste de Japón, incluyendo la canción principal Calendario del viento.
Calendario del Viento es una canción escrita especialmente para este proyecto y fue utilizada como parte de la campaña Descubre el Oeste de la Empresa Ferroviaria del Oeste de Japón.
Un buen día para partir, hacia el oeste es una versión en solitario de una canción que Tanimura había compuesto para Chihiro Onitsuka en 2003.
Las canciones Historia de las 3 ciudades, lanzada en 1992 con letra de Yū Aku bajo el seudónimo de 'Tamuseijin', y Un buen día para partir, que fue ofrecida a Momoe Yamaguchi en 1978 y más tarde versionada por Tanimura, fueron grabadas durante su tiempo en el sello discográfico japonés Polystar y se incluyen en este álbum con una remasterización, que es el proceso de tomar una grabación de audio o video previamente realizada y mejorarla o actualizarla utilizando tecnología más avanzada, de las grabaciones originales.

## Obra de arte
El libreto de letras de este trabajo incluye un escrito titulado Para el viajero pensativo..., en el que Tanimura expresa sus sentimientos al cumplirse los 35 años de su debut, así como un texto escrito por Naoya Matsuda, el productor ejecutivo de este trabajo y representante de Avex Entertainment.
La portada muestra la figura de Tanimura caminando por las dunas de arena. El álbum viene en una funda de cartón, conocida también como caja sleeve.

## Canciones incluidas
Letra y música: Shinji Tanimura (excepto donde se indique lo contrario)
1. Calendario del Viento (5:45)
- Arreglos: Jun Ichikawa

2. Un buen día para partir, hacia el oeste (4:50)
- Arreglos: Makoto Matsuda, HUMAN ZOO

3. Historia de las tres ciudades (4:11)
- Letra: Seijin Tamu    Arreglos: Yasuo Sako

4. Un buen día para partir (4:31)
Arreglos: Yasuo Sako
5. Calendario del Viento (Karaoke) (5:45)
6. Un buen día para partir, hacia el oeste (Karaoke) (4:50)
7. Historia de las tres ciudades (Karaoke) (4:11)
8. Un buen día para partir (Karaoke) (4:31)